# Max Theiler
Max Theiler (Pretòria, Sud-àfrica 1899 - New Haven, EUA 1972) fou un bacteriòleg sud-africà guardonat amb el Premi Nobel de Medicina o Fisiologia l'any 1951.

## Biografia
Va néixer el 30 de gener de 1899 a la ciutat de Pretòria, en aquells moments colònia de l'imperi Britànic però que avui dia és la capital administrativa de Sud-àfrica. Va iniciar els seus estudis de medicina a la Universitat de Ciutat del Cap, on es graduà el 1918, però amplià els seus estudis a la Universitat de Londres, on es llicencià el 1922. Des d'aquell any, i fins al 1930, fou nomenat ajudant d'investigació a la Universitat Harvard.
Va morir l'11 d'agost de 1972 a New Haven, població situada a l'estat nord-americà de Connecticut.

## Recerca científica
Inicià la seva recerca en la investigació de la disenteria. Posteriorment fou nomenat ajudant d'Andew Sellards i inicià els seus treballs sobre la febre groga. El 1926 desaprovaren la teoria del japonès Hideyo Noguchi per la qual la febre groga era causada per un bacteri, i el 1928 demostraren que aquesta malaltia era provocada per un virus. L'any 1930 li fou assignada per part de la Fundació Rockefeller una beca per prepara una vacuna contra la febre groga, vacuna que va anunciar l'any 1937.
L'any 1951 li fou concedit el Premi Nobel de Medicina o Fisiologia pel descobriment de la vacuna contra la febre groga.